# Bożenice
Bożenice (niem.: Bosens) – wieś w Polsce położona w województwie zachodniopomorskim, w powiecie koszalińskim, w gminie Polanów.
W latach 1975–1998 wieś położona była w województwie koszalińskim. W latach 1973–76 w gminie Lejkowo.